# Karl-Heinz Küster (Autor)
Karl-Heinz Küster (* 1925 in Leipzig; † vor 1992)  war ein deutscher Autor und Journalist.
Küster wurde 1925 als Sohn eines Buchhändlers geboren. Nach dem Schulabschluss absolvierte er eine Ausbildung zum Industriekaufmann. In der DDR war er als Redakteur für Technik beim Leipziger Messeamt tätig.
Seine ersten literarischen Versuche unternahm er in den unmittelbaren Nachkriegsjahren. Ab 1950 intensivierte er seine journalistische und schriftstellerische Tätigkeit. Er schrieb eine Reihe technisch-populärer Reportagen und Abhandlungen sowie mehrere Abenteuergeschichten. Sein erster Kriminalroman Spione am Laufsteg erschien 1958. Er wurde als Heft 139 in der Roman-Zeitung veröffentlicht.
1983 nahm Küster am IX. Schriftstellerkongress der Deutschen Demokratischen Republik  teil. Sein literarischer Nachlass befindet sich im Literaturarchiv der Stadtbibliothek Leipzig.

## Werke
- Spione am Laufsteg, Greifenverlag, Rudolstadt 1959
- Diener des Teufels, Verlag Neues Leben, Berlin 1959
- Verkaufte Namen, Verlag des Ministeriums des Innern, Berlin-Wilhelmsruh 1961
- Schrotthafen, Greifenverlag, Rudolstadt 1963
- Mach mit oder stirb!, Greifenverlag, Rudolstadt 1965
- Das Gespenst von Black Rose Castle, Greifenverlag, Rudolstadt 1973